# راکل موریو
راکل موریو (اسپانیایی: Raquel Murillo‎) (لیسبون) یک شخصیت در مجموعه تلویزیونی خانۀ کاغذی محصول نت‌فلیکس است که ایفاگر نقش آن ایتسیار ایتانیو است. او در مجموعه تلویزیونی خانه کاغذی جز نقش‌های اصلی است. او یک بازرس نیروی پلیس ملی است که تا زمان پیوستن به گروه در فصل ۳ مسئولیت پرونده را بر عهده دارد.